# Ray Morimura
Pour les articles homonymes, voir Morimura.
Ray Morimura est un artiste peintre et graveur sur bois né en 1948 à Tokyo.

## Biographie
Il est diplômé de l'université Gakugei de Tokyo.
Ray Morimura travaille actuellement comme professeur d'art à l'université Zokei de Tokyo ainsi qu'à l'école Nihon Kogakuin spécialisée dans les techniques artistiques (dessin, design, animation).
Il est reconnu en tant qu'artiste graveur avec des expositions en solo régulièrement au Japon et aux États-Unis. 
Ray Morimura est un «régulier» de la prestigieuse assemblée annuelle d'impression CWAJ à laquelle il a participé plus de 20 fois jusqu'à aujourd'hui.

## Style, technique et évolution
Il commence sa carrière comme peintre en utilisant des formes abstraites et géométriques. Plus tard, il se tourne vers la gravure sur bois. Le bois devient son matériau favori et le travail sur tablettes de bois constitue la majeure partie de son œuvre.
L'utilisation de formes géométriques peut encore être relevée dans les conceptions de l'artiste puisque les formes des arbres, des champs, des maisons ainsi que des éléments constituant l'impression sont créées grâce à la disposition de triangles, de carrés et d'autres formes géométriques. Une taille d'édition typique pour Ray Morimura est l'impression de 60.

## Expositions
- 2001 - Exposition solo, Kanazawa, Ishikawa, Japon.
- 2005 - Empreintes Woodblock contemporaines de la Corée, la Chine et le Japon, Ilmun Museum of Art, Séoul, Corée.
- 2002-2008 - exposition solo, Tokyo, Japon.
- 2006 - Exposition solo, Tolman Collection, Tokyo, Japon.
- 2007 - Azuma Gallery, Seattle, États-Unis.
- Ray Morimura a exposé environ 20 fois dans les prestigieux salons annuels d'impression CWAJ à Tokyo, au Japon.

## Collections
- Université du Maryland, États-Unis.
- Université Yale, Connecticut, États-Unis.